# Pratt & Whitney Canada PW200
Le Pratt & Whitney Canada PW200 est un turbomoteur et le nom d'une famille de moteurs développés spécifiquement pour les hélicoptères. Développés par le Canadien Pratt & Whitney Canada, il est entré en service dans les années 1990.
Ces moteurs équipent les appareils de 670 opérateurs dans 79 pays. Plus de 4 500 exemplaires ont été produits, totalisant plus de 8,5 millions d'heures de vol, dans des domaines aussi variés que les urgences médicales, le transport utilitaire, la police, le commerce et autres opérations.

## Caractéristiques
Le PW200 est un turbomoteur d'une architecture extrêmement simple, avec un unique compresseur centrifuge entraîné par une turbine axiale à un étage, les deux éléments étant séparés par une chambre de combustion annulaire à flux inversé du même type que celle du PT6,. Coaxial avec l'arbre du compresseur, un deuxième arbre relie une turbine de puissance à un étage à l'arbre de sortie du moteur, sur lequel est fixée une boîte à engrenages dépendant de l'aéronef équipé.
Le contrôle du moteur est assuré par une unité électronique, doublée d'une unité électromécanique en cas de défaillance de l'unité principale. L'entrée d'air possède une grille pour éviter l'ingestion de débris.

## Versions
- PW205B : Démarré pour la première fois en 1987, ce moteur a volé dans un MBB Bo 105 en configuration bimoteur, à des fins de démonstration seulement[3] ;
- PW206A : Puissance maximale continue de 550 eshp (410 kW)[4]. Utilisé par le MD-900 Explorer ;
- PW206B : Puissance maximale continue de 431 eshp (321 kW)[4]. Utilisé par l'Eurocopter EC135 ;
- PW206B2 : Puissance maximale continue de 431 eshp (321 kW)[4] ;
- PW206C : Puissance maximale continue de 561 eshp (418 kW)[4]. Utilisée par l'Agusta AW109 Power ;
- PW206E : Puissance maximale continue de 572 eshp (427 kW)[4]. Utilisée par le MD-900 Explorer ;
- PW207C : Puissance maximale continue de 572 eshp (427 kW)[4] ;
- PW207D : Puissance maximale continue de 572 eshp (427 kW)[4] ;
- PW207D1 : Version du PW207 à la puissance accrue, avec une puissance maximale continue de 610 eshp (450 kW)[4] ;
- PW207D2 : Version du PW207D1 dotée d'un système de chauffage du carburant. Puissance maximale continue de 610 eshp (450 kW)[4] ;
- PW207E : Puissance maximale continue de 572 eshp (427 kW)[4]. Utilisée par le MD-902 Enhanced Explorer ;
- PW209T : Puissance maximale continue de 800 eshp (600 kW). Ce moteur, démarré pour la première fois en 1985 était prévu pour les montages à deux unités, désignés « Twin-pack ». Prévu pour le Bell 206LT TwinRanger, il a été abandonné en 1987[2] ;
- PW210 : Version améliorée du PW200. Les améliorations concernent une plus faible consommation de carburant, un système de contrôle FADEC double canal, des émissions polluantes réduites et une augmentation de puissance de 800 à 1 000 eshp (750 kW)[5].

## Applications
- Agusta AW109 Power
- AgustaWestland AW169
- Airbus Helicopters H160 (prototype seulement)
- Bell 429
- Boeing A160 Hummingbird (en)
- Eurocopter EC 135
- MD-900 Explorer
- MD-902 Enhanced Explorer
- Sikorsky S-76D